# Solário de Augusto
Solário de Augusto (em latim: Solarium Augusti), chamado também de Horológio de Augusto (em latim: Horologium Augusti) foi um antigo monumento romano no Campo de Marte construído na época do imperador Augusto. Ele funcionava como um marcador solar gigante, servindo como, de acordo com interpretações divergentes, um simples relógio de sol ou uma linha meridiana.

## História
O Solário foi erigido por Augusto utilizando um obelisco egípcio de granito vermelho com 30 metros de altura que havia sido trazido de Heliópolis. O obelisco servia como gnomon, lançando sua sombra num piso de mármore incrustado com uma rede de linhas de bronze douradas nas quais era possível ler a hora do dia de acordo com a estação do ano. O solário foi dedicado ao Sol em 10 a.C., logo depois da reforma do calendário de Júlio César, a primeira dedicação do tipo em Roma.

### Campo de Marte
O Solário de Augusto estava interligado ao Altar da Paz no Campo de Marte, alinhado com a Via Flamínia, de modo que a sombra do gnomon lançasse sua sombra sobre o centro do altar de mármore no dia 23 de setembro, aniversário de Augusto. O obelisco foi utilizado para lembrar a conquista do Egito por Augusto e sua incorporação ao Império Romano. É provável que os dois monumentos tenham sido planejados juntos, já relacionados ao já existente Mausoléu de Augusto, para demonstrar que Augusto "nasceu para trazer a paz". De acordo com a "Cambridge Ancient History", "a mensagem coletiva dramaticamente ligava a paz com a autoridade militar e a expansão imperial".
Plínio, o Velho anotou que, com o passar dos anos, suas horas se tornaram incorretas e ofereceu uma série de explicações para isto. O obelisco foi representado sendo suportado por uma figura reclinada em sua base (atualmente nos Museus Vaticanos) na escultura que fica na base da Coluna de Antonino Pio.
O obelisco ainda estava de pé no século VIII, mas foi derrubado, se partiu e acabou recoberto por sedimentos. Ele foi redescoberto em 1512, mas não foi escavado. Numa re-dedicação triunfal, o agora chamado "Obelisco de Montecitório" foi re-erigido na Piazza di Montecitorio pelo papa Pio VI em 1789.

## Arqueologia
Edmund Buchner escavou algumas seções do piso de mármore do Solário de Augusto sob um conjunto de casas entre a Piazza del Parlamento e a Piazza San Lorenzo in Lucina. Estudos recentes desafiaram a reconstrução de Buchner do Solário como sendo um relógio de sol completo, defendendo que as evidências arqueológicas e textuais indicam que ele era apenas uma simples linha meridiana, marcando a mudança da posição do sol ao meio-dia no decurso de um ano.